# Exin (linia lotnicza)
Exin – polska szkoła lotnicza, dawniej linia lotnicza. Do 2014 roku główną formą działalności firmy były przewozy cargo. Obecny profil działalności to szkolenia dla pilotów, teoretyczne i praktyczne. Szkoła Lotnicza ATO Exin posiada trzy samoloty typu Cessna 152, jeden Cessna 150, oraz Piper PA-28 Arrow. Od 2009 roku szkolenia prowadzone są także na symulatorze lotu ELITE S812 FNTP II, który posiada europejski certyfikat kwalifikacji szkoleniowego urządzenia symulacji lotu FSTD. W 2018 roku do użytku szkoleniowego oddano także symulator lotu samolotu Airbus A320. Siedziba szkoły lotniczej znajduje się w Świdniku, w sąsiedztwie Portu Lotniczego Lublin.
W 2010 linie Exin przewiozły 7 623 ton ładunków.

## Historia
Przedsiębiorstwo EXIN Sp. z o.o istnieje od stycznia 1991 i było jedną z pierwszych prywatnych firm lotniczych w Polsce. Pierwsze operacje lotnicze rozpoczęły się jesienią 1992 dla DHL samolotem Let L-410 Turbolet, który mógł zabrać 1,3 tony ładunku. W 1994 linie Exin nabyły większe samoloty An-26 o ładowności do 5,5 tony.
W 1996 linie Exin z wykorzystaniem samolotu An-26 brały udział w obsłudze transportowej rajdu Granada-Dakar w Afryce.
W 1997 linie rozpoczęły loty ad-hoc dla poszczególnych klientów.
Od 2001 do 2004 linie wykonywały loty cargo dla firmy kurierskiej TNT. W 2006 linie wykonywały regularne loty dla Poczty Szwedzkiej.
W 2012 r. do produkcji filmu Bilet na Księżyc Jacka Bromskiego udostępniono samolot An-26.
Obecnie przedsiębiorstwo zatrudnia 81 osób w tym:
- 50 osób personelu lotniczego,
- 31 osób personelu administracyjnego.

## Porty docelowe
Linie lotnicze Exin operują na poniższych kierunkach dla DHL (stan na sierpień 2011):
- Dania
  - Kopenhaga - Port lotniczy Kopenhaga-Kastrup
- Francja
  - Marsylia - Port lotniczy Marsylia
  - Nicea - Nicea-Lazurowe Wybrzeże
- Niemcy
  - Lipsk - Port lotniczy Lipsk/Halle
- Norwegia
  - Stavanger - Port lotniczy Stavanger
- Polska
  - Gdańsk - Port lotniczy Gdańsk im. Lecha Wałęsy
  - Katowice - Port lotniczy Katowice-Pyrzowice

## Flota
Samoloty użytkowane od początku istnienia EXIN:
- Let L-410,
- Jak-40,
- Fairchild Metro III,
- Saab 340.

Firma posiadała 4 własne samoloty An-26B:
- SP-EKA nr seryjny: 27312008,
- SP-FDR nr seryjny: 11305,
- SP-FDS nr seryjny: 12205,
- SP-FDT nr seryjny: 12102.

## Certyfikaty
Linie lotnicze Exin otrzymały następujące certyfikaty od Urzędu Lotnictwa Cywilnego:
- Certyfikat Przewoźnika Lotniczego OPS 1,
- Certyfikat Part-145,
- Certyfikat Part-M,
- Świadectwo Kwalifikacji Ośrodka Szkolenia Lotniczego.

## Wypadki lotnicze
- 18 marca 2010 - An-26 (SP-FDO) podczas obsługi lotu 3589 z Helsinek do Tallinna awaryjnie wylądował na zamarzniętej tafli jeziora Ülemiste po awarii silnika podczas podejścia do lądowania w Tallinnie. Dwie osoby z sześcioosobowej załogi odniosły obrażenia, z czego jedna została hospitalizowana[6].
- 25 sierpnia 2010 - Podczas startu samolotu An-26 (SP-FDP) w Tallinnie, mechanik pokładowy zbyt wcześnie schował podwozie. Nikomu nic się nie stało[7].